# 零團費旅行團
零團費旅行團是指一些僅向遊客收取極低費用甚至是免費的旅行團，而旅行社則依賴遊客購物的佣金來維持成本，「零團費」亦被解釋為中國大陸的組團旅行社以極低的團費招徠，然後不付出接待費就把這些旅行團交給當地的接待旅行社接待。這種低廉的營運方式約於2003年起在中國大陸風行，大量遊客選擇這種方式到香港、澳門、泰国等地旅遊 。在「零團費」這種惡性循環下，經常引發導遊與遊客之間的爭執，因貪便宜敗興而返，中國內地客「被迫」購物新聞遏之不息，每當新個案出現，往往引起關注。
2013年10月1日起，中國大陸實施《旅遊法》，針對內地旅社開辦零或負團費旅團，及安排到指定購物場所購物等問題。惟導遊強逼遊客購物事件屢禁不絕，尤以2015年黑龍江遊客在香港被導遊打死案震撼全國。后来，为解决港澳游零负团费的问题，深圳市文体旅游局指导深圳市旅游协会制订了港澳游诚信指导价，其中香港一日游（香港观光）的最低参考价格为人民币157元。可是，即使有最低參考價格，但實際上內地旅行社仍以種種名目，例如送出所謂旅遊券或特別優惠等，藉以組織零或負團費旅行團，真實情況毫無改善。

## 背景
以香港為例，2003年，中國大陸開始開放大陸部分城市港澳自由行，內地以低得不合理的團費招攬旅客抵港，旅行社接這些「零團費」團，為免蝕本便向帶團導遊施加壓力，加上惡意無良心旅行社的導遊大多沒底薪，惟有軟硬兼施，以威逼利誘手段促使遊客在指定商號購物，以賺取商店舖給予旅行社的佣金作為收入主要來源，大陸旅客不滿被逼購物，常因此引發爭執。
零團費問題受到輿論關注，多次成為頭條新聞。由於香港並沒有導遊牌照制度，而且逾七成接待內地團的導遊均為內地出身、能操流利普通话的中國大陸新移民，香港旅遊業議會的導遊核證制度只是行業規範而已，無法有效監管導遊操守。

## 分帳方式
據香港中國旅行社副董事長姚思榮，2004年香港剛開發内地旅客市场时，内地旅客购物送礼需求非常大，甚至不看价钱；中國大陸的組團方发现，不收团费也能赚，甚至‘买人头’還能赚，由此衍生了「负团费」的惡習。據澎湃新闻，香港地接社从内地组团接收旅客，先倒付每人1200至1800多元，另外再垫付酒店和景点门票等成本，每个游客最低1500元，兩者合算約3000元，由此一个游客至少购物消费满3000元左右，香港旅行社賺到的「购物回佣」才能勉强回本。

## 定義及數據
2010年，按中國國家旅遊局的計算方法，香港一日遊團費低於八十六港元、五日團低於二千元，便屬零團費，許多中國大陸當地旅行社卻以低至一千元收費，開辦「香港五日四夜遊」吸納遊客，根據香港旅遊業議會統計，超過九成訪港內地團屬「零團費」旅行團，即每十個訪港內地旅行團只有一個屬誠信遊團。而據2006年中國國家旅遊局統計，國內60%的人出國遊選擇去東南亞，而其中有30%的投訴是因為在泰國「被強迫」購物。

## 事例
2006年12月8日，香港一间以经营零团费旅行团著名的通宝网际旅行社倒闭，约20名导游被拖欠达100万港元的垫支费及小费。2007年12月4日，一团唐山旅游团在澳门发生冲突事件，指也为因为零团费的关系而发生。
2010年5月，前國家隊乒乓球手陈佑铭在永盛旅遊的女导游安排下，到红磡半岛广场的JW Jewellery Outlet Limited珠宝店购物，進店后強逼陈佑铭購物，與导游发生争执，被导游阻止他离开店铺，期間陈佑铭心脏病发，店员即召救护车将他送院，之后证实死亡，消息令香港輿論譁然。
2010年3月，一個由安徽合肥出發到香港的旅行團，以610元人民幣招待旅客訪港4日3夜，被接待往珠寶店手錶店購物，香港金凱國際旅遊導遊李巧珍指責內地遊客團購物太吝嗇， 出言威脅，如不購物，便不給飯吃和晚上沒有酒店住。此强逼购物事件引起媒体广泛报道。
2011年2月，香港友佳旅遊導遊林如蓉，與安徽旅客因購物問題爭執。。